# Mary Ainsworth
Mary Dinsmore Ainsworth (de soltera Salter; Glendale, Ohio, 1 de diciembre de 1913-Charlottesville, 21 de marzo de 1999) fue una psicóloga del desarrollo estadounidense, conocida por su trabajo en el desarrollo de la teoría del apego. Diseñó el procedimiento de la situación extraña para observar el apego emocional temprano entre un niño y su cuidador principal.
En 2002, una encuesta de la Review of General Psychology situó a Ainsworth en el puesto 97 de los psicólogos más citados del siglo XX. Muchos de los estudios de Ainsworth son "piedras angulares" de la teoría moderna del apego.

## Biografía
Mary Dinsmore Salter nació en Glendale, Ohio, en diciembre de 1913, siendo la mayor de las tres hijas de Mary y Charles Salter. Su padre, licenciado en Historia, trabajaba en una empresa manufacturera de Cincinnati y su madre era enfermera. Ambos padres eran licenciados por el Dickinson College y "valoraban mucho una buena educación en artes liberales", por lo que esperaban que sus hijos tuvieran un excelente rendimiento académico. En 1918, la empresa manufacturera de su padre lo trasladó y la familia se mudó a Toronto, Ontario (Canadá), donde Salter pasaría el resto de su infancia.
Salter era una niña precoz sedienta de conocimientos. Empezó a leer a los tres años, y la familia visitaba una vez a la semana la biblioteca local, donde su madre seleccionaba libros apropiados para su nivel. Estaba muy unida a su padre, que asumía las obligaciones de arroparla por la noche y cantarle, pero no tenía una relación afectuosa con su madre; Salter declaró más tarde que su relación estaba marcada por los celos de su madre y su interferencia en el vínculo que tenía con su padre.  Salter destacó en la escuela y decidió convertirse en psicóloga tras leer el libro de William McDougall Character and the Conduct of Life (1926) a la edad de 15 años.
A los 16 años empezó a estudiar en la Universidad de Toronto, donde fue una de las cinco únicas estudiantes admitidas en el curso de honor de psicología. Terminó sus estudios de licenciatura en 1935 y decidió continuar su formación en la Universidad de Toronto con la intención de doctorarse en psicología. Obtuvo el máster en 1936 y el doctorado en 1939. La tesis de Salter se titulaba Una evaluación de la adaptación basada en el concepto de seguridad. Su tesis afirmaba que "cuando falta la seguridad familiar, el individuo se ve perjudicado por la falta de una base segura desde la que trabajar".
Tras graduarse, Salter permaneció en la Universidad de Toronto como profesora antes de alistarse en el Cuerpo Femenino del Ejército canadiense en 1942. Mientras estuvo en el ejército, Salter comenzó como Examinadora del Ejército que entrevistaba y seleccionaba personal en Kitchener, Ontario. Sus funciones incluían administrar evaluaciones clínicas y pruebas de evaluación del personal. Pronto fue ascendida a Asesora del Director de Selección de Personal del Cuerpo Femenino del Ejército canadiense, y alcanzó el rango de mayor en 1945.
Se casó en 1950 con Leonard Ainsworth y se trasladó a Londres, donde comenzó a trabajar junto a John Bowlby, psiquiatra del Instituto Tavistock. y era director del proyecto el cual centraba su investigación en los efectos de la separación maternal sobre el desarrollo de la personalidad en los niños.
Su vida personal y familiar la llevaron a mudarse a Uganda en 1953, donde continuó con los estudios iniciados en Londres años antes, esta vez en Kampala, en el Instituto Africano de Investigación Social de la región. Allí tuvo una larga carrera para luego volver a su Estados Unidos natal, donde trabajó en la Universidad Johns Hopkins.
En 1960 Ainsworth se divorcia y se somete a terapia, con lo cual también adquirió un marcado interés por la teoría psicoanalítica. Más tarde conseguirá un puesto en el Universidad Johns Hopkins, en Estados Unidos, y posteriormente se traslada a la Universidad de Virginia. En este punto de su vida, Ainsworth comienza a trabajar en un sistema de evaluación que le permita medir el vínculo entre las madres y sus hijos. Así fue como llegó al diseño de “La situación extraña”, en la cual el investigador observa y analiza cuáles son las reacciones de un pequeño cuando su madre le deja por un momento en una habitación desconocida. De este modo, obtuvo información sobre el comportamiento del pequeño al momento de la separación y la reconciliación, para estudiar el apego entre madre e hijo.
El retiro profesional de Mary Ainsworth ocurrió en 1984. Mientras trabajó en Johns Hopkins, Ainsworth no recibió el trato adecuado teniendo en cuenta sus conocimientos y experiencia, como el salario que se merecía por su edad, experiencia y contribución al trabajo. Tuvo que esperar dos años para obtener un puesto de profesora asociada a pesar de que sus cualificaciones superaban la descripción del puesto. En aquella época, las mujeres tenían que comer en comedores separados de los de los hombres, lo que en última instancia significaba que las mujeres no podían reunirse con los jefes de departamento masculinos de la "manera normal".
Ainsworth recibió muchos honores, entre ellos el Premio G. Stanley Hall de la APA de psicología del desarrollo en 1984, el Premio a las Contribuciones Distinguidas al Desarrollo Infantil en 1985 y el Premio a la Contribución Científica Distinguida de la Asociación Americana de Psicología en 1989. Fue elegida miembro de la Academia Americana de las Artes y las Ciencias en 1992. Murió el 21 de marzo de 1999, a la edad de 85 años, a causa de un derrame cerebral.
Después de toda una vida dedicada a la investigación, muere a los 86 años en Charlottesville, Virginia, Estados Unidos, en 1999. Ella dejó uno de los más importantes legados en cuanto a psicología del desarrollo se refiere.

## Primeros trabajos
Durante sus estudios de posgrado, Mary estudió bajo la tutela de William E. Blatz. Blatz se centró en estudiar lo que él denominaba "teoría de la seguridad". Esta teoría esbozaba la idea de Blatz de que diferentes niveles de dependencia de los padres significaban diferentes calidades de relaciones con esos padres, así como la calidad de las relaciones con futuras parejas. Sus niveles de dependencia se denominaban dependencia segura, seguridad independiente, seguridad dependiente inmadura y dependencia segura madura. Blatz teorizó que cuanto más segura y madura era la interacción entre los individuos, más probable era que la relación fuera sana y sin inseguridades.
Mientras estaba en Inglaterra, Ainsworth se unió al equipo de investigación de John Bowlby en la Clínica Tavistock, investigando los efectos de la separación materna en el desarrollo infantil. La comparación de los vínculos interrumpidos entre madre e hijo mostró que la falta de una figura materna en el niño provocaba "efectos adversos en el desarrollo".
En 1954, dejó la Clínica Tavistock para realizar investigaciones en África, donde llevó a cabo su estudio de campo longitudinal sobre la interacción madre-hijo. Ella optó por examinar una práctica común de destete en la zona, en la que el niño es enviado durante varios días a vivir con familiares y "olvidarse del pecho". Ainsworth realizó entrevistas detalladas con familias de seis aldeas que rodean Kampala, Uganda, pero inicialmente se encontró con la barrera del idioma. Por lo tanto, hizo un gran esfuerzo para aprender el idioma hasta el punto de poder mantener una conversación sencilla, desarrollando así una apreciación de la cultura. Más tarde dijo: "Es una lástima que no se pueda exigir un trabajo de campo en otra sociedad a todo aspirante a investigador del desarrollo infantil". El libro de Ainsworth de ese estudio de campo, Infancy in Uganda, sigue siendo un estudio etológico clásico y excepcional sobre el desarrollo del apego y demuestra que el proceso refleja características universales específicas que cruzan líneas lingüísticas, culturales y geográficas.

### Técnica de situación extraña
Desarrollada por John Bowlby entre 1969 y 1980. La investigación se centra en los efectos de la presencia-ausencia de la madre sobre la conducta exploratoria de los niños. Su diseño experimental Strange Situation (situación extraña) es uno de los más conocidos e imitados en este tipo de investigaciones.

### Apego inseguro, ansioso y evitador
Un niño con el estilo de apego inseguro ansioso-evitativo evitará o ignorará al cuidador, mostrando poca emoción cuando el cuidador se marcha o regresa. El niño no explorará mucho independientemente de quién esté allí. No hay mucho rango emocional independientemente de quién esté en la habitación o si está vacía. Los bebés clasificados como ansiosos-evitativos (A) representaban un enigma a principios de los años setenta. No mostraron angustia al separarse e ignoraron al cuidador a su regreso (subtipo A1) o mostraron cierta tendencia a acercarse junto con cierta tendencia a ignorar o alejarse del cuidador (subtipo A2). Ainsworth y Bell (1970) teorizaron que el comportamiento aparentemente tranquilo de los bebés evitativos es en realidad una máscara para la angustia, una hipótesis que más tarde se puso de manifiesto a través de estudios de la frecuencia cardíaca de los bebés evitativos.

### Apego seguro
Un niño que está firmemente apegado a su madre explorará libremente mientras su cuidador esté presente, usándola como una "base segura" desde la cual explorar. El niño interactuará con el extraño cuando el cuidador esté presente y estará visiblemente molesto cuando el cuidador se vaya, pero feliz de verlo cuando regrese. En Estados Unidos, alrededor del setenta por ciento de los bebés de clase media presentan en este estudio un apego seguro.

### Apego inseguro resistente a la ansiedad
Los niños clasificados como Ansiosos-Ambivalentes/Resistentes (C) mostraron angustia incluso antes de la separación, y eran pegajosos y difíciles de consolar al regreso del cuidador. O bien mostraban signos de resentimiento en respuesta a la ausencia (subtipo C1) o signos de pasividad impotente (subtipo C2). En la muestra original de Ainsworth, los seis bebés C mostraron tanta angustia en el curso de los episodios del Procedimiento de Situación Extraña "que las observaciones tuvieron que ser interrumpidas". El uno por ciento de los bebés había respondido con un alto grado de pasividad e inactividad en una situación de entornos indefensos.

### Apego desorganizado/desorientado
La colega de Ainsworth, Mary Main, añadió una cuarta categoría. En 1990, Ainsworth publicó su bendición para la nueva clasificación 'D', aunque instó a que la adición se considerara como 'abierta, en el sentido de que se pueden distinguir subcategorías', ya que le preocupaba que la clasificación D pudiera ser demasiado abarcador y podría subsumir demasiadas formas diferentes de comportamiento En contraste con los bebés en otras categorías clasificadas por Mary Ainsworth, que poseen una vía estándar de reacción al lidiar con el estrés de la separación y el reencuentro, los bebés tipo D no parecían poseer ninguna síntoma del mecanismo de afrontamiento. De hecho, estos bebés tenían características mixtas como "una fuerte búsqueda de proximidad seguida de una fuerte evitación o parecían aturdidos y desorientados al reunirse con sus cuidadores (o ambos)".
Del Proyecto STEEP, los bebés que tenían Desorganizado/Desorientado (Tipo D) tuvieron pruebas de secretar concentraciones más altas de cortisol en la saliva que los bebés en las clasificaciones tradicionales (ABC). Los resultados de este estudio demuestran un modelo de reactividad al estrés que refleja cómo las diversas clasificaciones de comportamientos tradicionales (ABC) se convierten en un factor que afecta las respuestas fisiológicas al estrés. 

## Obras principales
- Ainsworth,     M. and Bowlby, J. (1965). Child     Care and the Growth of Love. London: Penguin Books.
- Ainsworth,     M. (1967). Infancy     in Uganda. Baltimore: Johns Hopkins.
- Ainsworth,     M., Blehar, M., Waters, E., & Wall, S. (1978). Patterns     of Attachment. Hillsdale, NJ: Erlbaum.

## Premios y reconocimientos
- Phi Beta Kappa, Universidad de Toronto [16]

- Premio     a la Contribución Distinguida, Asociación de Psicología de Maryland (1973)     [17]
- Premio     a la Contribución Científica Distinguida, Asociación de Psicología de Virginia (1983) [18]
- Premio     a la Contribución Científica Distinguida, División 12 (División de     Psicología Clínica), Asociación Estadounidense de Psicología (APA; 1984) [19]
- Premio     G. Stanley Hall, División 7 (División de Psicología del Desarrollo), APA     (1984) [20]
- Salmon     Profesor, Comité Salmon de Psiquiatría e Higiene Mental, Academia de Medicina de Nueva York (1984) [16]
- William     T. Grant Profesor de Pediatría del Comportamiento, Sociedad de Pediatría del Comportamiento (1985) [17]
- Premio     por Contribuciones Distinguidas a la Investigación sobre el Desarrollo Infantil, Sociedad para la Investigación en Desarrollo Infantil (1985) [18]
- Premio     a la Contribución Profesional Distinguida al Conocimiento, APA (1987) [21]
- Premio     C. Anderson Aldrich en Desarrollo Infantil, Academia Estadounidense de Pediatría (1987) [17]
- Premio     al Logro Distintivo, Asociación de Virginia para la Salud Mental Infantil     (1989) [22]
- Beca     honoraria, Real Colegio de Psiquiatras (1989) [23]
- Premio     a la Contribución Científica Distinguida, APA (1989) [21]
- Academia Estadounidense de Artes y Ciencias (1992) [18]
- Premio     a la Contribución Profesional Distinguida, División 12 (División de Psicología Clínica), APA (1994) [19]
- Premio     a la Carrera Distinguida de la Sociedad Internacional para el Estudio de las Relaciones Personales (1996) [18]
- Premio     Mentor, División 7 (División de Psicología del Desarrollo), APA (1998) [24]
- Premio     Medalla de Oro por su trayectoria en la ciencia de la psicología, Fundación Estadounidense de Psicología (APF, 1998) [25]